# Доболц (Сату Маре)
Доболц (рум. Dobolț) насеље је у Румунији у округу Сату Маре у општини Халмеу. Oпштина се налази на надморској висини од 124 m.

## Становништво
Према подацима из 2002. године у насељу је живело 348 становника.

### Попис2002.
| Расподела становништва по националности 2002.‍ | Расподела становништва по националности 2002.‍ | Расподела становништва по националности 2002.‍ | Расподела становништва по националности 2002.‍ | Расподела становништва по националности 2002.‍ |
| --------------------------------------------- | --------------------------------------------- | --------------------------------------------- | --------------------------------------------- | --------------------------------------------- |
|                                               |                                               |                                               |                                               |                                               |
| Румуни                                        | Румуни                                        |                                               | 63                                            | 18,1%                                         |
| Мађари                                        | Мађари                                        |                                               | 249                                           | 71,6%                                         |
| Роми                                          | Роми                                          |                                               | 36                                            | 10,3%                                         |